# Чемпионат России по русским шашкам среди мужчин 2005 (молниеносная программа)
Чемпионат России по русским шашкам среди мужчин 2005 года в молниеносной программе проводился в Адлере с 3 октября. Главный судья: международный арбитр Н. Ермалёнок. Главный секретарь: судья I кат. Д. Посадский. Участники играли друг с другом по две партии с жеребьевкой первого полухода. Всего было сыграно 11 туров. Контроль времени: 3 минуты до конца партии.

## Итоговая таблица
| место | ФИО                               | Звание | Рейтинг | регион          | Очки |
| ----- | --------------------------------- | ------ | ------- | --------------- | ---- |
| 1     | Кириллов Юрий Викторович          | гр     | 2656    | Нижний Тагил    | 8½   |
| 2     | Цинман Дмитрий Львович            | гр     | 2671    | Казань          | 8    |
| 3     | Абациев Николай Васильевич        | мгр    | 2695    | Москва          | 8    |
| 4     | Скрабов Владимир Васильевич       | мгр    | 2719    | Ярославль       | 8    |
| 5     | Макаров Николай Викторович        | гр     | 2655    | Ступино         | 8    |
| 6     | Горюнов Михаил Юрьевич            | мгр    | 2705    | Сургут          | 8    |
| 7     | Горбатюк Артём Алексеевич         | мс     | 2525    | Москва          | 7½   |
| 8     | Беликов Антон Аркадьевич          | гр     | 2644    | Орск            | 7½   |
| 9     | Меркин Владимир Яковлевич         | мс     | 2616    | Санкт-Петербург | 7½   |
| 10    | Беликов Аркадий Геннадьевич       | мс     | 2589    | Орск            | 7    |
| 11    | Дашков Олег Николаевич            | мгр    | 2720    | Самара          | 7    |
| 12    | Павлов Игорь Анатольевич          | мс     | 2558    | Канск           | 7    |
| 13    | Пойлов Сергей Константинович      | мс     | 2522    | Киров           | 7    |
| 14    | Стручков Николай Константинович   | мс     | 2611    | Москва          | 7    |
| 15    | Алдушин Вячеслав Юрьевич          | кмс    | 2360    | Новотроицк      | 7    |
| 16    | Шогин Денис Германович            | мс     | 2527    | Казань          | 7    |
| 17    | Шонин Алексей Сергеевич           | мс     | 2484    | Челябинск       | 7    |
| 18    | Кабисов Виталий Сергеевич         | кмс    | 2394    | Владикавказ     | 7    |
| 19    | Саядян Левон Акопович             | гр     | 2587    | Пятигорск       | 7    |
| 20    | Драгунов Алексей Викторович       | мгр    | 2488    | Калуга          | 6½   |
| 21    | Разумовский Дмитрий Александр     | мс     | 2552    | Ступино         | 6½   |
| 22    | Чекеев Александр Алексеевич       | мс     | 2428    | Чита            | 6½   |
| 23    | Савенок Александр Борисович       | мс     | 2606    | Санкт-Петербург | 6½   |
| 24    | Поликарпов Олег Юрьевич           | мс     | 2604    | Ярославль       | 6½   |
| 25    | Биткулов Артур Ризахтович         | кмс    | 2395    | Челябинск       | 6½   |
| 26    | Гетманский Григорий Эдуардович    | мс     | 2515    | Тула            | 6    |
| 27    | Ангряев Убуша Борисович           | мс     | 2483    | Астрахань       | 6    |
| 28    | Брюховецкий Евгений Алексеевич    | кмс    | 2411    | Новочеркасск    | 6    |
| 29    | Цыганов Александр Евгеньевич      | кмс    | 2475    | Красноярск      | 6    |
| 30    | Еськов Евгений Сергеевич          | кмс    | 2324    | Новотроицк      | 6    |
| 31    | Мартынов Александр Вениаминович   | мс     | 2614    | Цимлянск        | 6    |
| 32    | Холин Олег Евгеньевич             | мс     | 2532    | Жуковка         | 6    |
| 33    | Румянцев, Александр Дмитриевич    | кмс    | 2392    | Калуга          | 6    |
| 34    | Гнелицкий Андрей Владимирович     | мс     | 2450    | Казань          | 6    |
| 35    | Земнухов Кирилл Сергеевич         | кмс    | 2357    | Щелково         | 6    |
| 36    | Коломейцев Анатолий Иванович      | мс     | 2412    | Сызрань         | 6    |
| 37    | Никифоров Дмитрий Константинович  | мс     | 2444    | Иркутск         | 6    |
| 38    | Саршаев Мажит Сабитович           | кмс    | 2379    | с. Новинка      | 6    |
| 39    | Кратнов Александр Сергеевич       | мс     | 2561    | Рыбинск         | 6    |
| 40    | Крикунов Алексей Андреевич        | кмс    | 2375    | Саратов         | 6    |
| 41    | Кадыров Азамат Равильевич         | мс     | 2449    | Астрахань       | 5½   |
| 42    | Толдин Максим Валерьевич          | кмс    | 2425    | Новочеркасск    | 5½   |
| 43    | Мельничук Павел Николаевич        | кмс    | 2387    | Челябинск       | 5½   |
| 44    | Сусидко Сергей Александрович      | кмс    | 2451    | Сургут          | 5½   |
| 45    | Разин Петр Игоревич               | кмс    | 2317    | Ступино         | 5½   |
| 46    | Дукаев Эдгар Джемалович           | кмс    | 2456    | Миллерово       | 5½   |
| 47    | Костарев Иван Борисович           | кмс    | 2350    | Лысьва          | 5½   |
| 48    | Карпов Виктор Михайлович          | кмс    | 2358    | Челябинск       | 5½   |
| 49    | Малинин Михаил Владимирович       | мс     | 2447    | Ярославль       | 5    |
| 50    | Захаров Алексей Игоревич          | кмс    | 2364    | Тольятти        | 5    |
| 51    |                                   | кмс    | 2300    | Краснокаменск   | 5    |
| 52    | Шарифуллин Радиф Фаридович        | кмс    | 2368    | Казань          | 5    |
| 53    | Овсянников Максим Анатольевич     | кмс    | 2349    | Иркутск         | 5    |
| 54    | Сунгурдян Эдуард Диранович        | кмс    | 2259    | Сочи            | 5    |
| 55    | Патрушев Андрей Леонидович        | мс     | 2456    | Пермь           | 5    |
| 56    | Халтагаров Александр Викторович   | кмс    | 2361    | Улан-Удэ        | 5    |
| 57    | Рабинович Айзик Яковлевич         | мс     | 2435    | Самара          | 5    |
| 58    | Быков Сергей Михайлович           | кмс    | 2477    | Тула            | 5    |
| 59    | Байрамуков Умар Юсуфович          | кмс    | 2385    | Кисловодск      | 5    |
| 60    | Алин Александр Семёнович          | кмс    | 2346    | Челябинск       | 5    |
| 61    | Недзельский Анатолий Робертович   | кмс    | 2469    | Сочи            | 4½   |
| 62    | Иноземцев Евгений Михайлович      | кмс    | 2350    | Тольятти        | 4½   |
| 63    | Поминчук Иван Андреевич           | кмс    | 2373    | Волжский        | 4½   |
| 64    | Осетров Сергей Олегович           | кмс    | 2351    | Тула            | 4½   |
| 65    | Апатенко Эдуард Николаевич        | мс     | 2475    | Шахты           | 4½   |
| 66    | Афанасьев Валерий Васильевич      | кмс    | 2350    | Саратов         | 4½   |
| 67    | Голоян Александр Арамаисович      | мс     | 2452    | Брянск          | 4½   |
| 68    | Ахсянов Руслан Кашилович          | кмс    | 2306    | Самара          | 4½   |
| 69    | Скереневский Борис Семёнович      | кмс    | 2350    | Адлер           | 4½   |
| 70    | Ягодин Антон Иванович             | кмс    | 2350    | Красноярск      | 4½   |
| 71    | Шевчук Владимир Евгеньевич        | кмс    | 2330    | Королёв         | 4    |
| 72    | Драгунов Виктор Павлович          | кмс    | 2316    | Самара          | 4    |
| 73    | Культурмиди Константин Георгиевич | кмс    | 2310    | Кисловодск      | 4    |
| 74    | Саввин Валерий Петрович           | кмс    | 2350    | Талнах          | 4    |
| 75    | Курзенков Николай Егорович        | кмс    | 2341    | Брянская обл    | 4    |
| 76    | Букреев Александр Викторович      | кмс    | 2316    | Кормиловка      | 3½   |
| 77    | Задорин Сергей Викторович         | кмс    | 2319    | Челябинск       | 3½   |
| 78    | Искендеров Элькин Эльшанович      | кмс    | 2346    | Пыть-Ях         | 3½   |
| 79    | Дёмин Владимир Иванович           | кмс    | 2350    | Кормиловка      | 3½   |
| 80    | Кочубей Сергеевич Иванович        | кмс    | 2294    | Сургут          | 3½   |
| 81    | Моссиники Олег Бандуевич          | кмс    | 2350    | Сочи            | 3½   |
| 82    | Козельский Валентин Борисович     | кмс    | 2290    | Кисловодск      | 3    |
| 83    | Сумлинский Владимир Яковлевич     | кмс    | 2289    | Кисловодск      | 3    |
| 84    | Лопатин Никита Юрьевич            | кмс    | 2350    | Киров           | 3    |
| 85    | Костылев Артём Вадимович          | кмс    | 2350    | Кормиловка      | 2½   |
| 86    | Ничипуренко Денис Вадимович       | мс     | 2458    | Челябинск       | 1½   |